# کارلو استیپانیچ
کارلو استیپانیچ (انگلیسی: Karlo Stipanić؛ زادهٔ ۸ دسامبر ۱۹۴۱) بازیکن واترپلو اهل یوگسلاوی بود.
وی در مسابقات کشوری و بین‌المللی در مجموع برندهٔ ۱ مدال طلا، ۱ مدال نقره شده‌است.